# São Mamede de Este
São Mamede de Este is een plaats (freguesia) in de Portugese gemeente Braga en telt 1 709 inwoners (2001).